# Расширенное коллективное лицензирование
Расширенное коллективное лицензирование (Extended collective licensing (ECL)) или «расширенное» коллективное управление авторскими и смежными правами — система, позволяющая авторскому обществу выдавать лицензии даже от имени тех авторов и исполнителей, которые не заключили договор передачи прав и даже могут не знать о такой возможности. 

## ECL законы и соглашения
ECL -это форма коллективного управления правами посредством ECL законов, допускающих заключение свободных договорных авторских лицензионных договоров на эксклюзивные права, предоставляемые авторским правом. ECL законы предназначены для массового использования, где проведение прямых переговоров с отдельными правообладателями не представляется возможным из-за их огромного объема. После того, как авторские общества заключили ECL соглашения, они вступают в силу и распространяется только на те виды произведений, охраняемых авторским правом, использование которых под расширенным коллективным лицензированием указанно в лицензии.

## ECL в скандинавских странах
Первые законы, допускающие расширенное коллективное лицензирование (ECL законы) были созданы в Дании, Финляндии, Исландии, Норвегии и Швеции в 1960-х годы XX века. Законодатели Дании, Финляндии, Норвегии и Швеции, Исландии рассмотрели законы об авторском праве и предложили ECL для применения к литературным и музыкальным произведениям в соответствии с авторским правом на радио и ТВ вещании. В последующие годы расширенное коллективное управление авторскими и смежными правами было распространено и на другие охраняемые авторским правом произведения и области использования, включая повторное вещание через ретрансляции, массовую оцифровку произведений библиотеками.
В Дании расширенная коллективная лицензия в качестве законодательной поддержки добровольного лицензирования расширена и включает цифровое
копирование в области обучения.

### Скандинавская модель
Несмотря на то, что отдельные моменты ECL законов и соглашений в скандинавских странах различаются в зависимости от типа охраняемых авторским правом произведений и области его использования, скандинавская модель ECL имеет следующие основные характеристики:
- ECL законы предполагают, что авторские общества представляют авторские и смежные прав собственников в той или иной сфере и, что авторские общества могут заключать договоры от имени своих членов[3]
- При соблюдении определенных условий, таких как представление интересов значительного числа правообладателей, авторские общества могут представлять всех владельцев прав на неисключительной основе для особой категории произведений, охраняемых авторским правом[4]
- ECL соглашения распространяется на членов авторского общества, а также на тех, кто не является членом общества.
- ECL законы дают нечленам общества право на индивидуальные и авторские вознаграждения от общества.
- ECL законы, как правило, дают возможность авторам, не являющимися членами авторского общества, исключить свои произведения из ECL соглашений так, что авторское общество не может лицензировать эти работы под ECL соглашения (не все ECL законы в скандинавских странах дают возможность отказа от права).

## ECL в Великобритании
В Великобритании в 2013 году правительство ввело в Закон Об авторском праве Великобритании раздел, касающийся расширенного коллективного лицензирования. Это решение было принято частично в знак признания того факта, что авторские общества по авторским вознаграждениям в течение десятилетий охватывали в своей работе и нечленов обществ. В отличие от некоторых скандинавских стран в Великобритании, авторам, нечленам авторских обществ предоставлено право отказаться от любых ECL услуг. При желании отказаться от такого лицензирования авторам необходимо предоставлять правительству уважительные причины для отмены.

## ECL в России
Уточнение для расширенного коллективного лицензирования прошло со вступлением в 2008 году в силу 4-й части Гражданского кодекса РФ. В России по системе расширенного коллективного управления могут работать только организации, получившие государственную аккредитацию в Министерстве культуры и только в нескольких сферах лицензирования.
В настоящее время Российский союз правообладателей (РСП), имеющий государственную аккредитацию, собирает с производителей и импортеров 1 % от стоимости оборудования и материальных носителей на основании Постановления Правительства РФ от 14.10.2010 г. № 829 «О вознаграждении за свободное воспроизведение фонограмм и аудиовизуальных произведений в личных целях». Коллективное управление авторскими и смежными правами на бездоговорной основе в РФ осуществляют также Российское авторское общество (РАО) и Всероссийская организация интеллектуальной собственности (ВОИС). В 2012 году суммарный объем сборов РСП, РАО и ВОИС составил около 5 млрд рублей. Большую часть этой суммы собирает Российское авторское общество.
Перед вступлением во Всемирную торговую организацию (ВТО) Россия взяла обязательство об отмене данного вида коллективного управления. Однако срок выполнения данного обязательства растянут на 5 лет.

## Примеры расширенного коллективного лицензирования
Расширенное коллективное управление авторскими и смежными правами успешно применяется в разных странах. Наилучшим образом эта система подходит для стран, где все правообладатели хорошо организованы и имеют прямые договоры почти со всеми авторскими обществами. Это касается стран:
- Исландии, Швеции, Норвегии, Финляндии, Дании — используется в телевидении и радиовещании.
- Авторские работы университетов и библиотек в Скандинавии основаны на ECL. Одним из примеров этого является Bøkhylla — проект Национальной Библиотеки Норвегии, которая намерена оцифровать все книги в Национальной библиотеке Норвегии и сделать их общедоступными онлайн.